# Denis Lavant
Denis Lavant (n. 17 iunie 1961, Neuilly-sur-Seine, Région parisienne, Franța) este un actor francez. 

## Filmografie
| Anul | Titlu                                                   | Personaj                 | Regizor                                                      |
| ---- | ------------------------------------------------------- | ------------------------ | ------------------------------------------------------------ |
| 1982 | L'ombre sur la plage                                    | Mathieu                  | Luc Béraud                                                   |
| 1982 | Les Misérables                                          | Montparnasse             | Robert Hossein                                               |
| 1983 | Entre Nous                                              | A military               | Diane Kurys                                                  |
| 1983 | The Wounded Man                                         |                          | Patrice Chéreau                                              |
| 1983 | Paris ficelle                                           | Joe                      | Laurence Ferreira Barbosa                                    |
| 1983 | Au-delà de minuit                                       | Voice                    | Pierre Barletta                                              |
| 1984 | Viva la vie                                             | Caviar delivery man      | Claude Lelouch                                               |
| 1984 | Boy Meets Girl                                          | Alex                     | Leos Carax                                                   |
| 1985 | Partir, revenir                                         | Simon Lerner's patient   | Claude Lelouch                                               |
| 1985 | Hôtel du siècle                                         | The statue               | Jean Kerchbron                                               |
| 1986 | Cinéma 16                                               | Jean-Pierre              | François Dupont-Midi                                         |
| 1986 | Mauvais Sang                                            | Alex                     | Leos Carax                                                   |
| 1987 | L'étendu                                                |                          | Gilles Marchand                                              |
| 1988 | Les enquêtes du commissaire Maigret                     | P'tit Louis              | Jean Kerchbron                                               |
| 1989 | Un tour de manège                                       | Berville                 | Pierre Pradinas                                              |
| 1989 | Mona et moi                                             | Pierre                   | Patrick Grandperret                                          |
| 1991 | Les Amants du Pont-Neuf                                 | Alex                     | Leos Carax                                                   |
| 1991 | C'est merveilleux                                       |                          | Solange Martin                                               |
| 1992 | Drôle d'immeuble                                        |                          | Simon Pradinas                                               |
| 1993 | De force avec d'autres                                  | Denis                    | Simon Reggiani                                               |
| 1993 | Fuis la nuit                                            |                          | Patrick Brunie                                               |
| 1994 | La partie d'échecs                                      | Max                      | Yves Hanchar                                                 |
| 1995 | L'ennemi                                                | Higra                    | Hervé Renoh                                                  |
| 1995 | Visiblement je vous aime                                | Denis                    | Jean-Michel Carré                                            |
| 1997 | Wild Animals                                            | Emil                     | Kim Ki-duk                                                   |
| 1998 | Don Juan                                                | Pierrot                  | Jacques Weber                                                |
| 1998 | Le monde à l'envers                                     | Yann                     | Rolando Colla                                                |
| 1998 | Cantique de la racaille                                 | The hitchhiker           | Vincent Ravalec                                              |
| 1999 | Beau travail                                            | Galoup                   | Claire Denis                                                 |
| 1999 | Tuvalu                                                  | Anton                    | Veit Helmer                                                  |
| 2000 | Deep in the Woods                                       | Stéphane                 | Lionel Delplanque                                            |
| 2000 | La squale                                               | The joker                | Fabrice Genestal                                             |
| 2001 | Married/Unmarried                                       | Love                     | Noli                                                         |
| 2001 | Sofor                                                   | The driver               | Guldem Durmaz                                                |
| 2001 | Affaire Libinski                                        | Anatoli Libinski         | Delphine Jaquet, Philippe Lacôte                             |
| 2002 | Sous-commandant Père Noël                               |                          | Christophe Vindis                                            |
| 2002 | La merveilleuse odyssée de l'idiot Toboggan             | Voice                    | Vincent Ravalec                                              |
| 2004 | Luminal                                                 | Ryu                      | Andrea Vecchiato                                             |
| 2004 | A Very Long Engagement                                  | Six-Soux                 | Jean-Pierre Jeunet                                           |
| 2004 | Le soldat inconnu vivant                                | Voice                    | Joël Calmettes                                               |
| 2004 | Low Street                                              | Old Man                  | Tom Petch                                                    |
| 2005 | Camping sauvage                                         | Blaise                   | Christophe Ali, Nicolas Bonilauri                            |
| 2006 | Elegant                                                 |                          | Daniel Wiroth                                                |
| 2007 | Le passeur                                              |                          | Philippe Lacôte                                              |
| 2007 | Mister Lonely                                           | Charlie Chaplin          | Harmony Korine                                               |
| 2007 | Capitaine Achab                                         | Captain Achab            | Philippe Ramos                                               |
| 2007 | Iyi Seneler Londra                                      | Gerard                   | Berkun Oya                                                   |
| 2008 | Tokyo!                                                  | Merde                    | Leos Carax                                                   |
| 2008 | Comment Albert vit bouger les montagnes                 |                          | Harold Vasselin                                              |
| 2009 | Les Petits Meurtres d'Agatha Christie'                  | André Custe              | Eric Woreth                                                  |
| 2009 | Les Williams                                            |                          | Alban Mench                                                  |
| 2009 | Tamanrasset                                             | Philippe                 | Merzak Allouache                                             |
| 2009 | The Temptation of St. Tony                              | Count Dionysos Korzybski | Veiko Õunpuu                                                 |
| 2009 | Les cow-boys n'ont pas peur de mourir                   | Voice                    | Anne-Laure Daffis, Léo Marchand                              |
| 2009 | Obsession(s)                                            | Marc Douelec             | Frédéric Tellier                                             |
| 2010 | Via                                                     | Denis                    | Leonore Mercier                                              |
| 2010 | Je, François Villon, voleur, assassin, poète            | Bezon                    | Serge Meynard                                                |
| 2010 | Tandis qu'en bas des hommes en armes                    | Vilard                   | Samuel Rondière                                              |
| 2010 | HH, Hitler à Hollywood                                  | Himself                  | Frédéric Sojcher                                             |
| 2010 | Io sono con te                                          | Sapiente                 | Guido Chiesa                                                 |
| 2010 | Enterrez nos chiens                                     | Lucas                    | Frédéric Serve                                               |
| 2011 | Atlantika                                               | Jack                     | Igor Voloshin                                                |
| 2011 | My Little Princess                                      | Ernst                    | Eva Ionesco                                                  |
| 2011 | Les amours perdues                                      | Vincent                  | Samanou Acheche Sahlstrøm                                    |
| 2011 | Le petit poucet                                         | The ogre                 | Marina de Van                                                |
| 2011 | Waster                                                  |                          | Philippe Prouff, Virginie Nallet                             |
| 2012 | L'oeil de l'astronome                                   | Kepler                   | Stan Neumann                                                 |
| 2012 | Holy Motors                                             | Mr. Oscar                | Leos Carax                                                   |
| 2012 | L'étoile du jour                                        | Elliot                   | Sophie Blondy                                                |
| 2013 | Barricade: le film                                      |                          |                                                              |
| 2013 | Fatigués d'être beaux                                   | The duke                 | Anne-Laure Daffis, Léo Marchand                              |
| 2013 | Marussia                                                | The tramp                | Eva Pervolovici                                              |
| 2013 | Age of Uprising: The Legend of Michael Kohlhaas         | The theologist           | Arnaud des Pallières                                         |
| 2013 | Les grandes marées                                      | Marc                     | Mathias Pardo                                                |
| 2013 | Méandres                                                | Voice                    | Elodie Bouedec, Florence Miailhe, Mathilde Philippon-Aginski |
| 2013 | Je sens plus la vitesse                                 |                          | Joanne Delachair                                             |
| 2013 | Jiminy                                                  | Otto Hoffmann            | Arthur Môlard                                                |
| 2014 | Dassault, l'homme au pardessus                          | Marcel Dassault          | Olivier Guignard                                             |
| 2014 | Journey to the West                                     | Dragon                   | Tsai Ming-liang                                              |
| 2014 | Liberté, égalité, cheveux lissés                        | The white man            | Elefterios Zakaropoulos                                      |
| 2014 | Agafay                                                  |                          | Olivier Nikolcic                                             |
| 2014 | Poddubnyy                                               | Poddubny's coach         | Gleb Orlov                                                   |
| 2014 | Le mystère des jonquilles                               | Sam                      | Jean-Pierre Mocky                                            |
| 2014 | Pitchipoï                                               | Pierre Schulmann         | Charles Najman                                               |
| 2014 | Fracas                                                  |                          | Kévin Noguès                                                 |
| 2015 | Graziella                                               | Antoine                  | Mehdi Charef                                                 |
| 2015 | Eva no duerme                                           |                          | Pablo Agüero                                                 |
| 2015 | Phasme                                                  | Jean                     | Maéva Ranaivojaona                                           |
| 2015 | History's Future                                        | Lottery Ticket Seller    | Fiona Tan                                                    |
| 2015 | Me and Kaminski                                         | Karl-Ludwig              | Wolfgang Becker                                              |
| 2015 | 21 Nights with Pattie                                   | André                    | Arnaud Larrieu & Jean-Marie Larrieu                          |
| 2015 | Full House                                              | The hangman              | Quentin Bocksberger                                          |
| 2016 | Boris sans Béatrice                                     | The unknown              | Denis Côté                                                   |
| 2016 | Louis-Ferdinand Céline, deux clowns dans la catastrophe |                          | Emmanuel Bourdieu                                            |